# Buk (Nagy-lengyelországi vajdaság)
Buk (németül: Buk, 1943-45 között: Buchenstadt) város Közép-Lengyelországban, a Nagy-lengyelországi vajdaságban (1999-től), korábban (1975–1998) a Poznańi vajdaságban volt található. 2021 decemberében a városnak 5903 lakosa volt.

## Leírása
A város nevének jelentése lengyelül „bükk”, a város zászlaján pedig egy bükkfaág és három bükklevél látható. A legenda szerint I. Mieszko, Lengyelország első keresztény uralkodója egy bükkfa alatt halt meg a város közelében.

## Közlekedés
A városon keresztül halad a 306-os és 307-es vajdasági út, a közelben, a várostól északra halad az A2-es autópálya. A városban vasútállomás is található.

## Fordítás
Ez a szócikk részben vagy egészben  a   Buk, Greater Poland Voivodeship című angol Wikipédia-szócikk ezen változatának fordításán alapul.  Az eredeti cikk szerkesztőit annak laptörténete sorolja fel. Ez a jelzés csupán a megfogalmazás eredetét és a szerzői jogokat jelzi, nem szolgál a cikkben szereplő információk forrásmegjelöléseként.